# 디지털 셋톱박스
디지털 셋톱박스는 디지털 방송의 전파를 수신하여 아날로그 방식으로 변환해주는 기능을 한다. 이 기기를 사용할 경우 기존의 아날로그 방식의 텔레비전을 교체하지 않고 디지털 방송을 시청할 수 있다.

## 같이 보기
- 디지털 방송